# Бутковский, Иван Михайлович
Иван Михайлович Бутковский — деятель украинского националистического движения в период Второй мировой войны, подполковник УПА, командир ВО-4 «Говерла» группы УПА-«Запад».

## Биография
Родился 2 мая 1910 в городе Сколе (сейчас Львовская область).
В 1930 году окончил Стрыйскую гимназию. Учился на юридическом факультете Люблинского университета. Поступил в УВО, а затем в ОУН, повятовый руководитель ОУН на Сколовщине. Неоднократно арестовывался за антипольские выступления.
В 1938-1939 годах был командиром роты Карпатской Сечи, хорунжий. Участник боев против венгерской армии возле Хуста. Раненый попал в плен, но вскоре отпущен на свободу.
Был участником походных групп ОУН в 1941 году. Осенью 1941 арестован гестапо и помещён под стражу почти на два года.
После освобождения с лета 1943 — командир батальона УНС «Черные черти». Батальон противодействовал рейду по немецким тылам советских партизан под командованием Сидора Ковпака. Правда, за исключением нескольких перестрелок, которые особых положительных результатов не дали, отрядам УНС повоевать с ковпаковцами не довелось и командный состав УНС, ссылаясь на слабую военную подготовку личного состава, в дальнейшем избегал встреч с ковпаковцами.
После того как УНС влилась в УПА, в первой половине 1944 был командиром военного округа «Говерла» в группе УПА-«Запад», поручик. В округе служило 10 офицеров Королевской армии Нидерландов, бежавших из немецкого концлагеря. Все они после войны благополучно добрались на родину, где продолжили службу и достигли высоких чинов. 
С конца 1944 года в эмиграции. Руководитель миссии УПА за рубежом. Награжден Золотым Крестом боевой заслуги 2-го класса (25.04.1945). В 1947-1955 гг. издавал военный журнал «До Зброї». С 1949 подполковник УПА.
В эмиграции проживал в Мюнхене, где и умер 5 августа 1967. Похоронен на кладбище Вальдфридгоф.

## Семья
Иван Бутковский родился в многодетной семье. Его родители имели 11 детей — 10 сыновей и одну дочь: Василий, Николай, Михаил, Петр, Евстафий, Иван, Степан, Алексей, Антон, Федор.
Внук его сестры Марии Андрей Дигдалович — Герой Небесной Сотни.